# Leandro De Nardi
Leandro De Nardi (1948-2000) fue un deportista italiano que compitió en tiro con arco, en la modalidad de arco recurvo. Ganó dos medallas en el Campeonato Mundial de Tiro con Arco al Aire Libre de 1977, plata en la prueba por equipo y bronce en individual.

## Palmarés internacional
| Campeonato Mundial al Aire Libre | Campeonato Mundial al Aire Libre | Campeonato Mundial al Aire Libre | Campeonato Mundial al Aire Libre |
| Año                              | Lugar                            | Medalla                          | Prueba                           |
| -------------------------------- | -------------------------------- | -------------------------------- | -------------------------------- |
| 1977                             | Camberra (Australia)             | Medalla de plata                 | Equipo                           |
| 1977                             | Camberra (Australia)             | Medalla de bronce                | Individual                       |